# Chabert de Barbaira
Xacbert de Barbaira (také Chabert de Barbeira, * kolem 1185; † kolem 1275) byl okcitánský rytíř a faydit ve 13. století. Nosil přezdívku „Lion de Combat“ („bojový lev“).

## Životopis
Xacbert se narodil kolem roku 1185 v Château de l'Alaric, na úpatí stejnojmenné hory (pod kterou podle legendy spočívají ostatky gótického krále Alaricha II.) nedaleko od pevnosti Carcassonne, jako syn Guillema Xacberta de Barbaira a lady Cavanac do katarské šlechtické rodiny. Jeho bratři byli Ramon Ermengaud a Arnaud Guillem, sestra se jmenovala Combors. O Xacbertově dětství a mládí není nic známo.

### Albigenská křížová výprava
Hned na začátku albigenského tažení (1209–1229) byl hrad Alaric dobyt křižáky. Xacbertovi se sice podařilo hrad znovu dobýt, ale ve stejném roce ho musel opět opustit. Téměř o rok později, v lednu 1210, přepadl a obsadil hrad Montlaur, ale již o Velikonocích ho opět ztratil ve prospěch křižáků. Xacbert byl nucen odejít do ilegality a bojoval jako námezdný rytíř ve službách hraběte z Toulouse, Raimunda VI., proti dobyvatelům pod vedením Simona IV. de Montfort. V letech 1218/19 se zúčastnil bitvy u Baziège a obrany Toulouse proti křižákům, při které padl Montfort.

### Roussillon a Mallorca
V následujících letech vstoupil Barbaira do služeb hraběte Nuna Sancheze z Roussillonu. V roce 1223 se stal velitelem jeho posádky v Perpignanu, kterou bránil proti povstalci Guilhemovi de Moncarda. U dvora Nuna Sancheze se Xacbert seznámil mimo jiné s Olivierem de Termes a Raimundem Trencavelem, rovněž dvěma faydyty původem z Languedocu. V doprovodu Nuna Sancheze se zúčastnil dobytí Mallorky (1229/32) králem Jakubem Aragonským, kde se vyznamenal svou zkušeností a odvahou. Po boku krále bojoval proti Saracénům ve vítězné bitvě u Portopí (13. září 1229) a během obléhání Ciutat de Mallorca se vyznamenal jako stavitel obléhacích strojů. Barbaira dostal darem pozemky v Roussillonu a Fenouillèdes (Puilaurens) a v roce 1233 se oženil se Sybille de Parcols. Z tohoto manželství vzešla dcera Xacberta a syn Guillem Bernard.

### Povstání v Languedocu
V roce 1240 se Barbaira spolu s Olivierem de Termes připojil k povstání Raimunda II. Trencavela. Ten chtěl zpět dobýt Carcassonne, dědictví po svém otci. Na svém tažení do Carcassonne, které začalo v Corbières, dobyli hrady Aguilar a Montreal. Opatství Montolieu bylo zničeno. 9. září nakonec začalo obléhání Carcassonne, které muselo být 12. října neúspěšně přerušeno. O dva roky později Barbaira podpořil povstání Raimunda VII. z Toulouse, který také chtěl zpět své dědictví. Ještě předtím, než však došlo k boji, se Raimund podrobil královské autoritě. Barbaira se vrátil do Roussillonu. Jako stoupenec katarské nauky byl exkomunikován; v následujících letech na to reagoval pleněním církevního majetku.

### Poslední boje a smrt
Díky vlivu a zprostředkování Ramona de Penyaforta bylo dosaženo zrušení exkomunikace Barbairy papežem. To mu umožnilo smíření s církví v roce 1247, i když se i nadále stavěl proti Francii. Jeho bývalý spolubojovník Oliver de Termes se však ve stejném roce podrobil francouzskému králi a po svém návratu ze Svaté země se aktivně podílel na etablování francouzské nadvlády v Languedocu. Tím se stal Barbairovým smrtelným nepřítelem. Toto nepřátelství vyvrcholilo v roce 1255 obléháním hradu Quéribus, kterému od roku 1242 Barbaira velel a který od pádu Montséguru před jedenácti lety byl považován za poslední baštu katarů. Barbaira nakonec musel hrad Queribus opustit a byl uvězněn, ale nezůstal vězněm dlouho. Poté, co byla smlouvou z Corbeil stanovena příslušnost Fenouillèdes k Francii, se Barbaira vrátil do Roussillonu. Tam uzavřel druhé manželství s Esclarmonde de Conat (děti: Elissende a Xacbert). Barbaira je naposledy zmíněn v roce 1275, kdy se 4. října zúčastnil svatby budoucího krále Mallorky Jakuba II. s Esclarmonde z Foix. Poté se jeho stopa ztrácí.